# Mohamed Abdelaziz Moustapha
Pour les articles homonymes, voir Moustapha.
Mohamed Abdelaziz Moustapha, né en date et lieu inconnus, est un général et dirigeant égyptien du football africain.

## Carrière
Il devient président de la Confédération africaine de football en 1958. Il reste à ce poste jusqu'en 1968. En 1961, il devient le premier délégué africain auprès de la FIFA à devenir vice-président de cette organisation de 1962 (nommé en 1961) à 1992.